# الجمهورية الإيطالية الاشتراكية
الجمهورية الإيطالية الاشتراكية (بالإيطالية: Repubblica Sociale Italiana)‏ هي دولة عميلة لألمانيا النازية بقيادة «قائد الأمة» و«وزير الشؤون الخارجية» بنيتو موسوليني وحزبه الجمهوري الفاشي. مارست هذه الجمهورية السيادة الرسمية على شمال إيطاليا لكنها اعتمدت اعتمادًا كبيرًا على الجيش الألماني للحفاظ على سيطرتها. عرفت الجمهورية أيضاً باسم جمهورية سالو لأن مقر وزارة الشؤون الخارجية (موسوليني) كان في سالو وهي بلدة صغيرة على بحيرة غاردا. كانت الجمهورية الإيطالية الاشتراكية التجسد الثاني والأخير للدولة الفاشية الإيطالية.

## إنشاء الدولة
في 24 تموز 1943، بعد قيام الحلفاء بعملية إنزال ناجحة في جزيرة صقلية، صوت المجلس الفاشي الكبير، بناءً على اقتراح من قبل دينو غراندي، اقتراحا بحجب الثقة عن موسوليني. في اليوم التالي، أعفى الملك فيكتور عمانويل الثالث موسوليني من منصبه وأمر بالقبض عليه. قبل هذا الوقت، النظام الملكي، كان عدد من أعضاء الحكومة الفاشية وعامة السكان الإيطالية سئموا من الحروبات التي سحبت إيطاليا إلى التبعية والقهر تحت ألمانيا النازية. جهود الحرب وفشلها تركت موسوليني في إذلال في الداخل والخارج ولقب بأنه «قيصر نشارة الخشب». الحكومة الجديدة، في ظل المارشال بييترو بادوليو، بدأت المفاوضات السرية مع القوى الحليفة واستعدت لاستسلام إيطاليا. هذه المحادثات تنطوي على التزام من بادوليو ليس فقط لمغادرة تحالف المحور ولكن أيضا تسمح لإيطاليا بأن تعلن الحرب على ألمانيا.
في حين أن الألمان المعترف بها رسميا على الوضع الراهن الجديد في السياسة الإيطالية، التي تدخلت بسرعة عن طريق إرسال بعض من أفضل وحدات من الجيش الألماني إلى إيطاليا. وقد تم ذلك لمقاومة الحلفاء والتطورات الجديدة لمواجهة انشقاق وشيك متوقع في إيطاليا.
بعد أربعة أيام فقط، في 12 أيلول، هبط مظلي جريء ألماني في جبال أبروزو، بقيادة أوتو سكوزيني وسميت بالعملية ب («أوك»)، ونجح في تحرير موسوليني. أثناء وجوده في الأسر. قد كانت الحكومة الإيطالية قد نقلته ممن مكان إلى آخر. الألمان عملوا على إيواء موسوليني في فندق إمبيراتوري كامبو في غران ساسو. بعد تحريره، وكان موسوليني قد نقل بأمان إلى بافاريا. وجعلت من الممكن الإفراج عنه حتى يتم خلق الدولة الإيطالية الفاشية، لتعتمد عليها ألمانيا.

## العلاقات الأجنبية

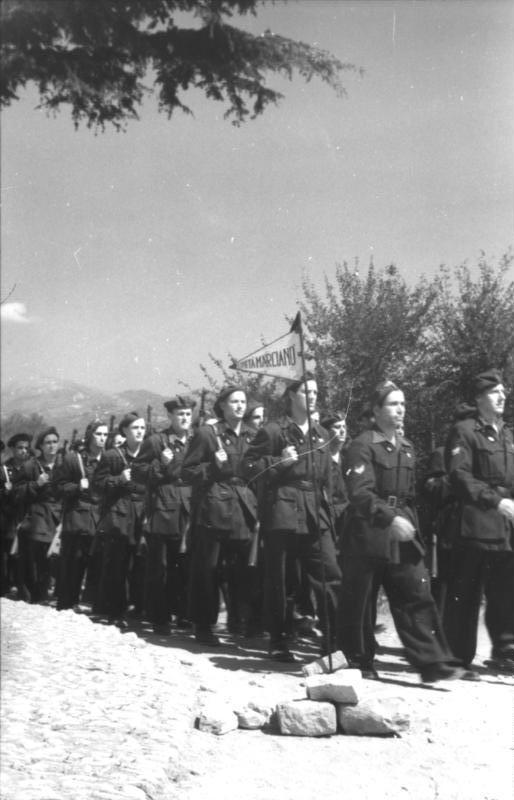
صور إيطاليا عام 1944، جيش الجمهورية الاجتماعية الإيطالية

### تأسيسها من قِبل النازية الألمانية
نُقل موسوليني إلى ألمانيا بعد ثلاثة أيام من إنقاذه في غارة غران ساسو للاجتماع مع هتلر في رستنبورج في «وكر الذئب»؛ مقره في بروسيا الشرقية. أراد موسوليني التقاعد نتيجة في حالته الصحية السيئة، لكن هتلر أراد منه العودة إلى إيطاليا وبدء دولة فاشية جديدة، وعندما مانع موسوليني ذلك، هدده هتلر بتدمر مدينة ميلانو وجنوة وتورينتو إذا لم يوافق، فوافق موسيليني على مطالب هتلر على مضض.
أُعلنت الجمهورية الإيطالية الاشتراكية في 23 سبتمبر، وكان موسوليني رئيسًا للدولة ورئيس وزراء أيضًا. زعمت الجمهورية الإيطالية الاشتراكية (آر إس آي) أن روما عاصمتها، لكن مدينة سالو الصغيرة على بحيرة غاردا كانت العاصمة الفعلية de facto (حكم الأمر الواقع). تقع سالو في منتصف الطريق بين ميلانو والبندقية، وهناك أقام موسوليني، وكانت أيضًا مقر وزارة الخارجية في الجمهورية الإيطالية الاشتراكية. كانت روما نفسها ما تزال تحت سيطرة دول المحور في ذلك الوقت، ونظرًا لقرب المدينة من خطوط الحلفاء وخطر حدوث الاضطرابات المدنية، لم يرغب الألمان ولا موسوليني نفسه بالعودة إلى روما.
في 18 سبتمبر، أدلى موسوليني بأول خطاب علني له إلى الشعب الإيطالي منذ إنقاذه، وأثنى فيه على ولاء هتلر كحليف، بينما أدان فيكتور إيمانويل لخيانته الفاشية الإيطالية، إذ صرح قائلًا: «ليست السلطة من خانت النظام الملكي، بل النظام الملكي هو من خان السلطة». نفى موسوليني رسميًا دعمه السابق للنظام الملكي، قائلًا: «عندما تفشل المَلَكِية في أداء واجباتها، فإنها تفقد كل سبب لوجودها.....إن الدولة التي نريد تأسيسها ستكون وطنية واشتراكية بالمعنى الاسمى للكلمة؛ أي إنها ستكون دولة فاشية، وهذا يعني أننا سنعود إلى أصولنا».
كانت الجمهورية الإيطالية الاشتراكية منذ البداية أكثر من مجرد دولة دمية تعتمد كليًا على ألمانيا، وقد عرف ذلك موسوليني نفسه، إذ صرح علنًا إنه كان يسيطر تمامًا على الجمهورية الإيطالية الاشتراك، وكان على دراية تامة أنه كان يحمل أكثر بقليل من رتبة غاوليتر (ثاني أعلى رتبة شبه عسكرية في صفوف الحزب النازي) في إقليم لومبارديا.
أبقت قوات الأمن الخاصة على موسليني تحت ما يعتبر إلى الإقامة الجبرية؛ راقبت اتصالاته وسيطرت على تنقلاته. لم يكن لدى الجمهورية الاجتماعية الإيطالية أي دستور أو اقتصاد منظم، وكانت تعتمد كليًا في نفقاتها على التمويل من برلين.
لم يكن للقوات الألمانية احترام يُذكر تجاه فاشية موسوليني الفاشلة، واعتبرت حكم موسيليني مجرد أداة للحفاظ على النظام، مثل قمع الإيطاليين التابعين لحركة المقاومة الإيطالية. قام بذلك الجندي الإيطالي المحروم من حقوقه المدنية بيترو كوخ ومجموعته باندا كوخ نيابةً عن ألمانيا.
حصلت الجمهورية الاجتماعية الإيطالية على اعتراف دبلوماسي من ألمانيا والإمبراطورية اليابانية ودولها الدمية فقط، وحتى إسبانيا المتعاطفة معها رفضت إقامة علاقات دبلوماسية رسمية معها. انتقمت الجمهورية الاجتماعية الإيطالية من الأعضاء التسعة عشر الذين صوتوا ضد موسوليني في المجلس الكبير في محاكمة فيرونا (processo di Verona) التي أصدرت حكمًا بالإعدام على جميع المتهمين باستثناء واحد منهم.
كان ستة أشخاص من التسعة عشر محجوزين لدى الجمهورية الإيطالية الاشتراكية (جيوفاني مارينيللي وكارلو باريستشي ولوتشيانو جوتاردي وإميليو دي بونو وصهر موسوليني غالياتسو تشاتو)، وقد أُعدموا جميعهم (باستثناء توليو سيانيتي الذي حُكم عليه بالسجن مدى الحياة) في 11 يناير عام 1944 في سان بروكولو في فيرونا.